# As Blood Runs Black
Gli As Blood Runs Black sono una band deathcore statunitense nata nel 2003, proveniente da Los Angeles, California.
L'unico membro fondatore rimasto nel gruppo è il batterista Hector "Leche" De Santiago.

## Formazione

### Formazione attuale
- Chris Bartholomew - voce (2012-presente)
- Dan Sugarman - chitarra (2010-presente)
- Greg Kirkpatrick - chitarra (2010-presente)
- Nick Stewart - basso (2005-presente)
- Hector "Leche" De Santiago - batteria (2003-2007, 2009-presente)

### Ex componenti

#### Voce
- John Mishima
- Richard Reyes (2003-2005)
- Chris Blair (2005-2008)
- Jonny McBee (2009)
- Enrique Martin Jr. (2003-2004)
- Louie Ruvalcaba (2003-2005)
- Ken Maxwell (2010)
- Sonik Garcia (2010-2012)

#### Chitarra
- Bijon Roybal (2003-2005)
- Sal Roldan (2006-2008)
- Ernie Flores (2005-2010)
- Travis
- Andrea Di Maio

#### Basso
- Kyle Hasenstaab (2003-2005)
- Jose "Peke" Davila (2004)

#### Batteria
- Ryan Halpert (2007-2009)

## Discografia

### Album in studio
- 2006 – Allegiance
- 2011 – Instinct
- 2014 – Ground Zero

### Demo
- 2004 – Demo
- 2005 – Demo I
- 2006 – Demo II
- 2008 – Pre-Production Demo

### Singoli
- 2009 – Air Force One